# Sebastian Langeveld
Sebastian Langeveld (nascido em 17 de janeiro de 1985) é um ciclista profissional holandês de ciclismo de estrada, atual membro da equipe Cannondale, de UCI ProTeam. Representou os Países Baixos nos Jogos Olímpicos de Verão de 2012 em Londres, onde terminou em 74º na prova de estrada (individual).